# Мотописта
Мотописта е бившето име на жилищен комплекс в район „Триадица“, в София, днес в състава на ж.к. Гоце Делчев, разположен в полите на Витоша, в непосредствена близост до две от основните пътни артерии на столицата – бул. „България“ и бул. „Гоце Делчев“, както и до Южния парк.
„Мотописта“ е стар квартал с детски заведения, две училища, поликлиника, търговски заведения. Застроен е на територията на район Триадица и става известен с построяването на мотопистата „Витоша“, която към 2006 г. е полуразрушена частна собственост. Между нея и спортната зала „Триадица“ са застроени предимно нови сгради, което придава на района модерен облик. През 2005 г. е предложено уплътняване на застрояването. През квартала преминават 5 линии на масовия градски транспорт.